# 緣木林跳鼠
緣木林跳鼠（學名Napaeozapus insignis），屬於囓齒目跳鼠科，分佈在北美洲，是一種可以長途跳躍的小型動物。